# Red hrvatskog križa
Red hrvatskog križa je odlikovanje Republike Hrvatske koje zauzima petnaesto mjesto u važnosnom slijedu hrvatskih odlikovanja. Red je ustanovljen 10. ožujka 1995. godine.
Red hrvatskog križa dodjeljuje se hrvatskim i stranim državljanima za sudjelovanje u Domovinskom ratu ako su pri tom bili i teško ranjeni.
Red se sastoji od znaka Reda na vrpci trokutastog oblika, male oznake Reda i umanjenice Reda.
Predsjednik Republike Hrvatske dodjeljuje odlikovanje Reda na vlastiti poticaj ili na prijedlog Državnog povjereništva za odlikovanja i priznanja Republike Hrvatske, kojem prijedlog dostavlja nadležni ministar.
Predsjednik Republike uručuje Red osobno ili može kao svog izaslanika za uručenje Reda imenovati predsjednika Hrvatskoga sabora, predsjednika Vlade, ministra te iznimno osobu po svojoj odluci.